# Lepidocrocite
La lepidocrocite (γ-FeO(OH)), anche chiamata esmeraldite o idroematite è un minerale di ossido-idrossido di ferro (III).  La lepidocrocite ha una struttura cristallina ortorombica, ha una durezza di 5, densità relativa 4, una lucentezza submetallica e uno striscio giallo-marrone. Va dal rosso al marrone-rossastro e posta sott'acqua forma ruggine.